# Greater Accra
Greater Accra is het kleinste van Ghana's tien regio's. In deze regio is ook het hoofdstedelijk district gelegen met de regionale en de nationale hoofdstad Accra. Greater Accra ligt in het zuidoosten van Ghana aan de kust van de Golf van Guinee. Ten noorden grenst de regio aan de regio Eastern, in het oosten aan Volta en in het westen aan Central. Van die eerste regio werd Greater Accra in 1960 afgesplitst.

## Bevolking
Volgens de volkstelling van 2010 telt de regio Greater Accra ruim 4 miljoen inwoners, hetgeen een verachtvoudiging is vergeleken met de volkstelling van 1960. Greater Accra heeft het grootste aantal inwoners, de hoogste bevolkingsdichtheid en de hoogste urbanisatiegraad in Ghana.
| Jaar | Bevolking | Bevolkingsdichtheid | Urbanisatiegraad |
| ---- | --------- | ------------------- | ---------------- |
| 1960 | 491.817   | 167,0               | 73%              |
| 1970 | 851.614   | 278,4               | 85%              |
| 1984 | 1.431.099 | 441,0               | 83%              |
| 2000 | 2.905.726 | 895,5               | 88%              |
| 2010 | 4.010.054 | 1.235,8             | 91%              |

In 2010 is zo'n 31% van de bevolking 14 jaar of jonger, terwijl 5% zestig jaar of ouder is.

#### Religie
De meeste inwoners in de regio Greater Accra zijn christelijk (84%). De meeste inwoners behoren tot de charismatische beweging of tot de pinkstergemeente (45%). Zo'n 22% is protestants, 8% behoort tot de Katholieke Kerk in Ghana en zo'n 9% behoort tot andere christelijke denominaties. De islam is met 12% de tweede religie in de regio Greater Accra. Verder is zo'n 3% ongodsdienstig en een kleine 0,5% hangt een vorm van natuurgodsdiensten aan.

## Districten

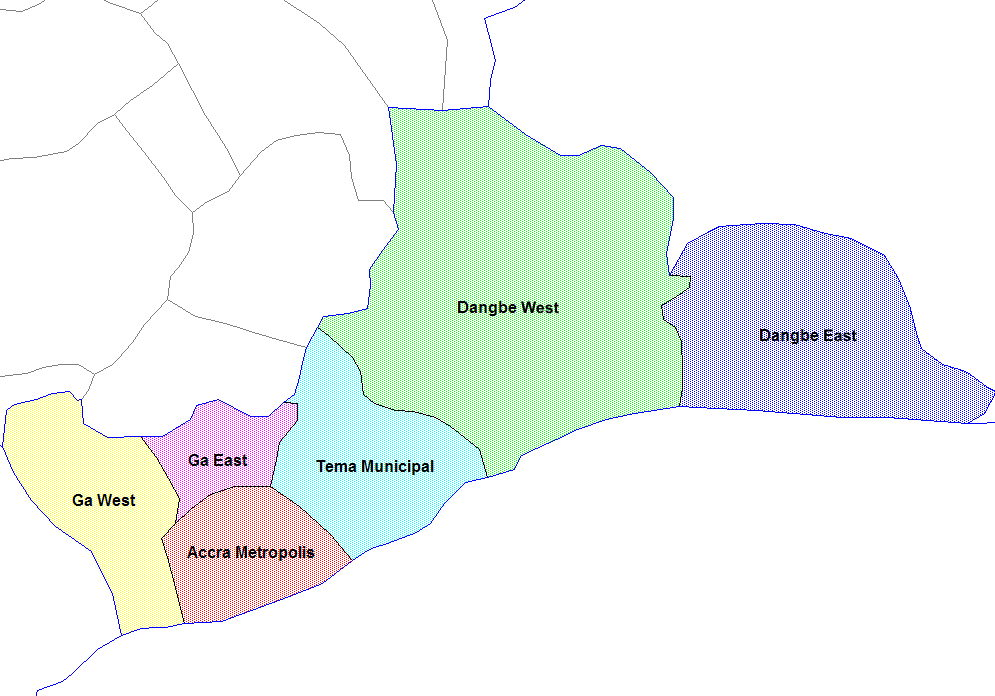

Greater Accra is onderverdeeld in zes districten:
- Accra Hoofdstedelijk
- Dangme East
- Dangme West
- Ga East
- Ga West
- Tema Municipal

Ashanti · Brong-Ahafo · Central · Eastern · Greater Accra · Northern · Upper East · Upper West · Volta · Western